# Warwick-Vase

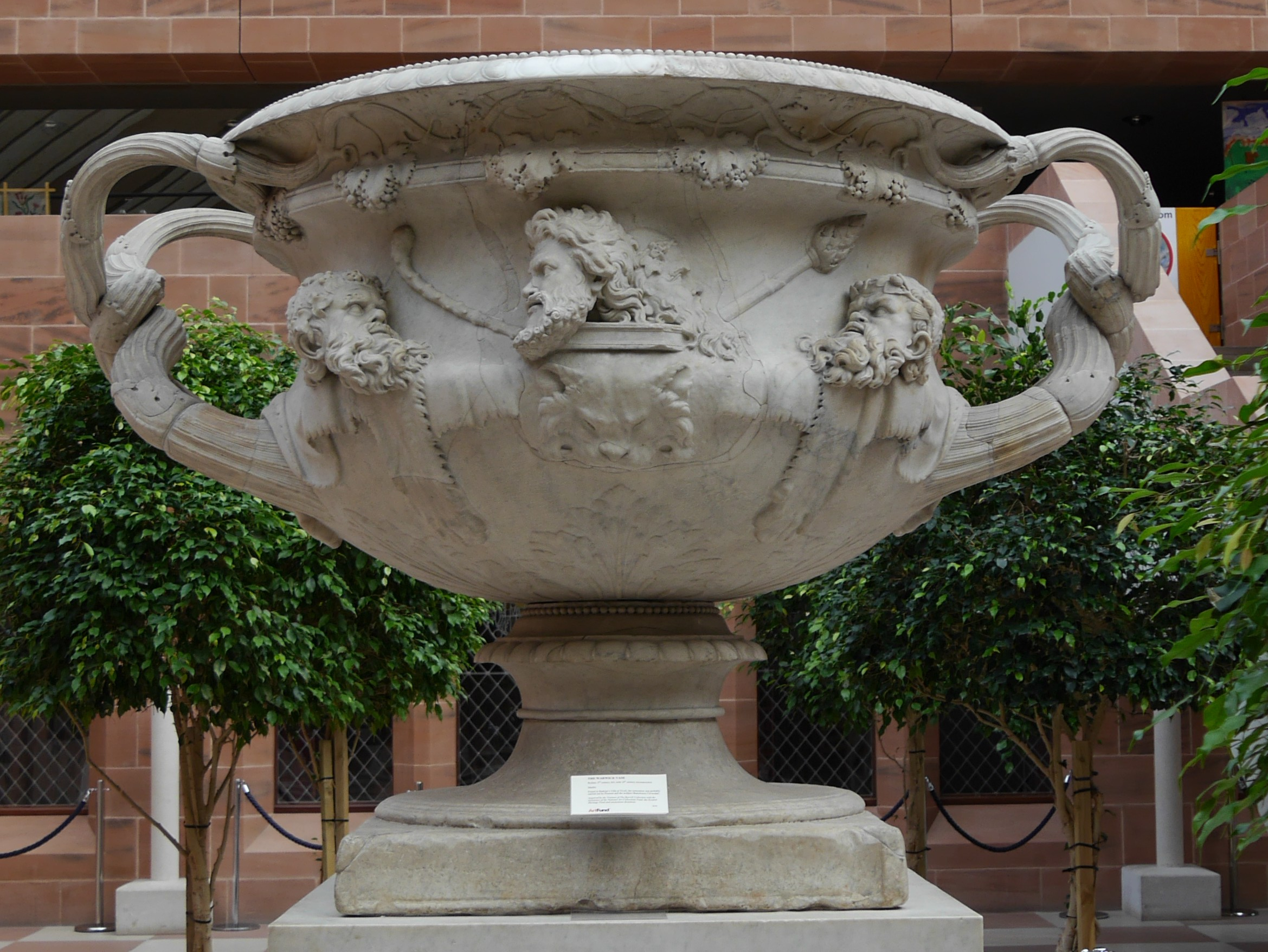
Warwick-Vase, Original in der Burrell Collection in Glasgow

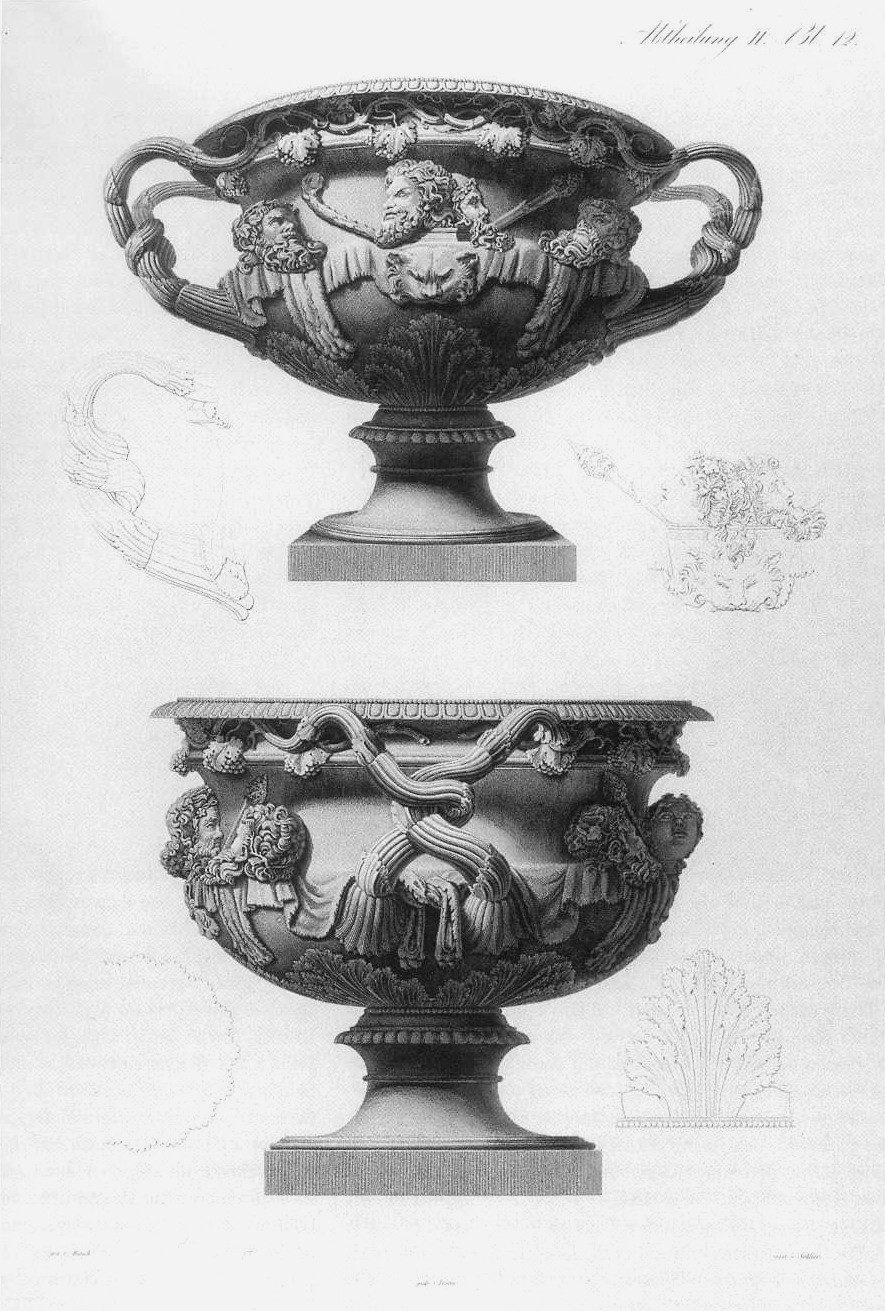
Die Warwick-Vase in „Vorbilder für Fabrikanten und Handwerker“, 1821

Die ursprüngliche Warwick-Vase ist ein reich verziertes Marmorobjekt aus dem frühen 2. Jahrhundert, das 1771 in Italien gefunden wurde. Seither gilt sie als eines der repräsentativen Motive für die dekorative Kunst der römischen Antike. Vor allem im 19. Jahrhundert wurde sie in unübersehbar großer Zahl und in unterschiedlichen Größen und Materialien nachgebildet.

## Das Original
Die Warwick-Vase ist 1771 auf dem Gelände der Villa des Kaisers Hadrian (76–138) bei Tivoli, etwa 25 km nordöstlich von Rom in mehreren Bruchstücken aufgefunden worden. Ihr Entdecker war der englische Maler Gavin Hamilton, der seine Einkünfte als Künstler durch archäologische Aktivitäten und durch den Handel mit Antiquitäten aufbesserte. Kurz darauf erwarb der englische Gesandte in Neapel und Sammler von Altertümern Sir William Hamilton die Vase. Er investierte für den Ankauf und für die komplizierte Restaurierung, die etwa zwei Jahre in Anspruch nahm, 300 englische Pfund – nach heutigem Wert (2008) ungefähr 30.000 Pfund, rund 45.000 Euro. 1774 brachte er die Vase nach England. Das British Museum in London lehnte einen Ankauf ab, daraufhin veranlasste Hamilton seinen Neffen George, Earl of Warwick, die Antiquität zu erwerben; seither wird sie als Warwick-Vase bezeichnet. In einem eigens dafür errichteten Gartengebäude in Warwick Castle, Grafschaft Warwickshire, Mittelengland fand sie für etwa 200 Jahre ihren Platz. Inzwischen steht an dieser Stelle eine Kopie. Das Original wurde 1979 von der Burrell Collection in Glasgow angekauft und ist dort zu besichtigen.
Die Vase entstand in den Jahren zwischen 118 und 133, sie ist 170 cm hoch, und einschließlich der Henkel 211 cm breit. In der Originalgröße ist sie also kein Gefäß für Blumen, sondern eher ein Schmuckelement der Gartenarchitektur. Die beiden Henkel bestehen aus je zwei Strängen ineinander verschränkter Weinreben, die sich unterhalb des Randes mit Blättern und Früchten fortsetzen. Die Unterseite des Korpus ist mit Akanthusblättern besetzt. Über dem Fell einer Raubkatze mit Kopf und Klauen ist die Wandung mit halb- und vollplastischen Köpfen dekoriert – mit Satyrmasken, einem Silen und dem Haupt des Dionysos. Die Rückseite ist auf gleiche Weise gestaltet, statt des Dionysos findet sich hier aber ein Abbild seiner Frau Ariadne. Dieser Frauenkopf ist eine Ergänzung, die offenbar im 18. Jahrhundert von einem italienischen Bildhauer vorgenommen wurde; nach dem Urteil von Zeitgenossen trägt er die Züge von Lady Emma Hamilton, Gattin des Gesandten in Neapel und Geliebte des Admirals Horatio Nelson. Als Resultat persönlicher Differenzen soll der Restaurator ihren Kopf mit dem spitzen Ohr eines Fauns versehen haben. Das monumentale Gefäß ist in Form und Ausschmückung eine Nachahmung in der Antike üblicher Trinkgefäße. Imitationen solcher Gefäße gab es schon seit späthellenistischer Zeit, sie wurden bis in die spätere römische Kaiserzeit angefertigt und bevorzugt in Gärten und Säulenhallen aufgestellt.
Gustav Friedrich Waagen, Direktor der Gemäldegalerie des Königlichen Museums in Berlin berichtet in seinem Buch „Kunstwerke und Künstler in England“ von 1938 über seine Eindrücke in Warwick-Castle: „Nun verlangte mich aber sehr, die berühmte Warwickvase zu sehen, welche in größeren und kleineren Wiederholungen jetzt so häufig in Berlin vorkommt. Sie ist unfern des Schlosses, in der Mitte eines Treibhauses, auf einem ziemlich hohen Piedestale aufgestellt, und die Wirkung des im schönsten weißen Marmor ausgeführten Gefäßes … wirklich überraschend. Es ist in Größe, Form und Trefflichkeit der Arbeit das Bedeutendste, was wir aus dem Altertum an Krateren, oder solchen Gefäßen besitzen, worin die Alten ihren Wein zu mischen pflegten. … Der jetzige Graf scheint sich dieses herrlichen Besitzes nach Gebühr zu erfreuen, denn die Familie pflegt, wie mir der Haushofmeister sagte, in diesem Treibhause öfter den Thee einzunehmen.“

## Die Nachbildungen

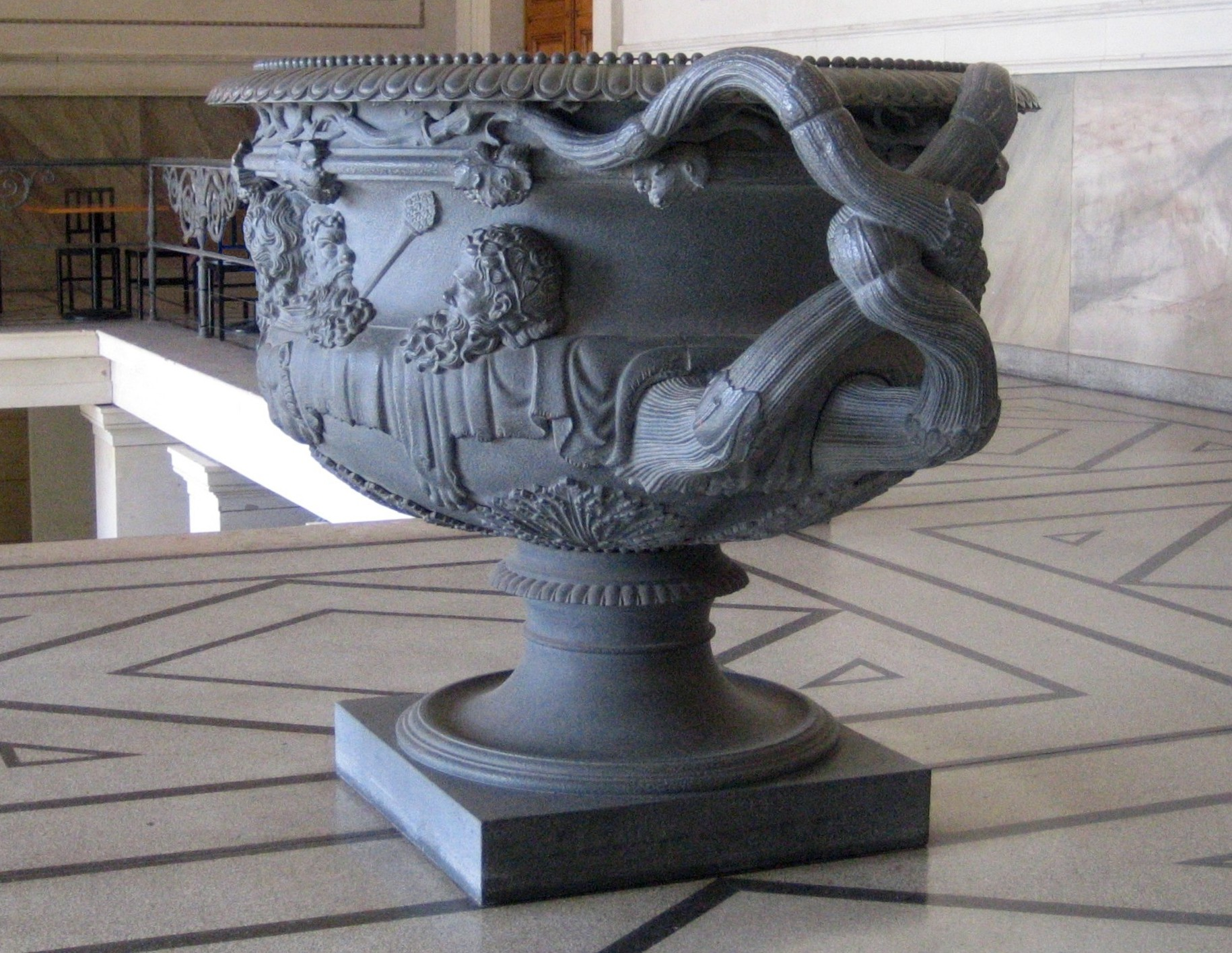
Die gusseiserne Kopie im Alten Museum Berlin

Frühe Popularität in ganz Europa erlangte das antike Kunstwerk durch drei weit verbreitete Kupferstiche, die der berühmte Zeichner Giovanni Battista Piranesi davon angefertigt und in sein Sammelwerk „Vasi, candelabri, cippe, sarcophagi, tripodi ed ornamenti antichi“ (1778) aufgenommen hatte, sowie durch eine Beschreibung, die 1780 im Gentleman’s Magazine erschien. Als Napoleon die Eroberung Großbritanniens plante, gehörte auch die Warwick-Vase zu den Objekten seiner Begierde – nach dem erhofften Sieg wollte er sie als Trophäe im Pariser Louvre ausstellen lassen. Bald entstand ein verbreitetes Bedürfnis, Nachbildungen der Vase herzustellen – angesichts der hochdifferenzierten Ausformung des Originals und mit den damaligen Möglichkeiten eine beträchtliche technische Herausforderung. Die vermutlich erste brauchbare Kopie gelang 1820 Sir Edward Thomason, einem Kunsthandwerker in Birmingham, der aus diesem Anlass eine Erinnerungsmedaille herausgab.
In Preußen setzte die Mode wenig später ein. Schon 1821 waren zwei Ansichten der Warwick-Vase nach Zeichnungen von Johann Mathäus Mauch in den Vorbildern für Fabrikanten und Handwerker enthalten, einer Mustersammlung, die von Christian Peter Wilhelm Beuth und Karl Friedrich Schinkel initiiert worden war, um die beginnende Industrialisierung mit ästhetischen Anregungen zu unterstützen. Schinkel sah auf seiner Englandreise 1826 eine Nachbildung der Vase in der Gießerei von Thomason in Birmingham und äußerte sich sehr abfällig über die Qualität dieser Arbeit. Dennoch diente einer dieser Abgüsse, von Johann Friedrich Krigar, dem Inspektor der Königlichen Eisengießerei Berlin, von einer Informationsreise aus England mitgebracht, als Vorlage für drei verkleinerte Formmodelle in verschiedenen Größen, von denen je eines an die preußischen Eisengießereien in Berlin, Gleiwitz in Schlesien und Sayn bei Koblenz ging. Als Geschenk zum Jahreswechsel 1827/28 erhielt König Friedrich Wilhelm III. ein gusseisernes Exemplar, das mit vergoldetem Kupferblech ausgekleidet war. Auf der Akademie-Ausstellung 1828 in Berlin wurde die Warwick-Vase als Eisenguss gezeigt, aber auch als Tafelaufsatz in getriebenem und gegossenem Silber – eine Arbeit des Hofjuweliers Johann George Hossauer anlässlich der Hochzeit des Prinzen Carl von Preußen. Die Präsentation dieser beiden Stücke löste eine starke, lang anhaltende Nachfrage aus, noch auf den Berliner Gewerbeausstellungen von 1879 und 1896 waren weitere Nachbildungen zu sehen. Die Vase wurde in verschiedenen Größen in Eisen, Zink und Bronze gegossen, nicht nur die drei preußischen Staatsunternehmen waren daran beteiligt, sondern zum Beispiel auch die Carlshütte bei Rendsburg und einige Gießereien im Harz. Ein eindrucksvolles Beispiel aus einer russischen Gießerei, in etwa zwei Dritteln der Originalgröße, gelangte 1834 als Geschenk des Zaren Nikolaus I. an den preußischen König nach Berlin und steht seither auf einem Treppenpodest des Alten Museums am Lustgarten. Im Pleasureground des Branitzer Parks bei Cottbus ließ Fürst Hermann von Pückler-Muskau um 1850 eine verkleinerte Kopie der Warwick-Vase aufstellen, die das Grab seines Lieblingshundes ziert. – Abbildungen der Vase waren zu Anfang und in der Mitte des 19. Jahrhunderts ein beliebtes Element für die Dekoration von Porzellanartikeln, besonders als zentrales Motiv für Tafelgeschirr.
Das Interesse an der Warwick-Vase ist auch im 21. Jahrhundert nicht ganz erloschen. Im Antiquitätenhandel werden Repliken aus dem 19. Jahrhundert angeboten. Gewerbebetriebe in Europa und den USA liefern Neuanfertigungen in Bronze oder Terrakotta zur Dekoration von Haus, Garten und Swimmingpool. Der Siegespokal des Tennisturniers Australian Open in Melbourne 2006 geht auf die antike Form zurück.

Erinnerungsmedaille von 1820/29
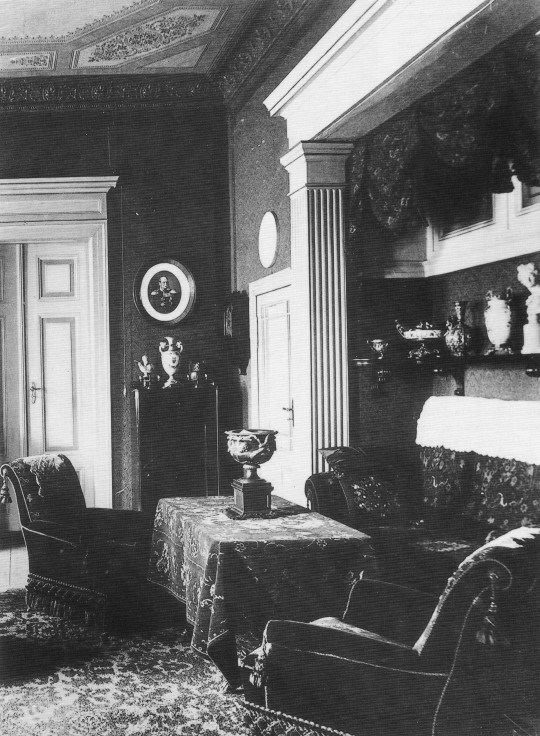
Die Warwick-Vase als Tischschmuck, 1895
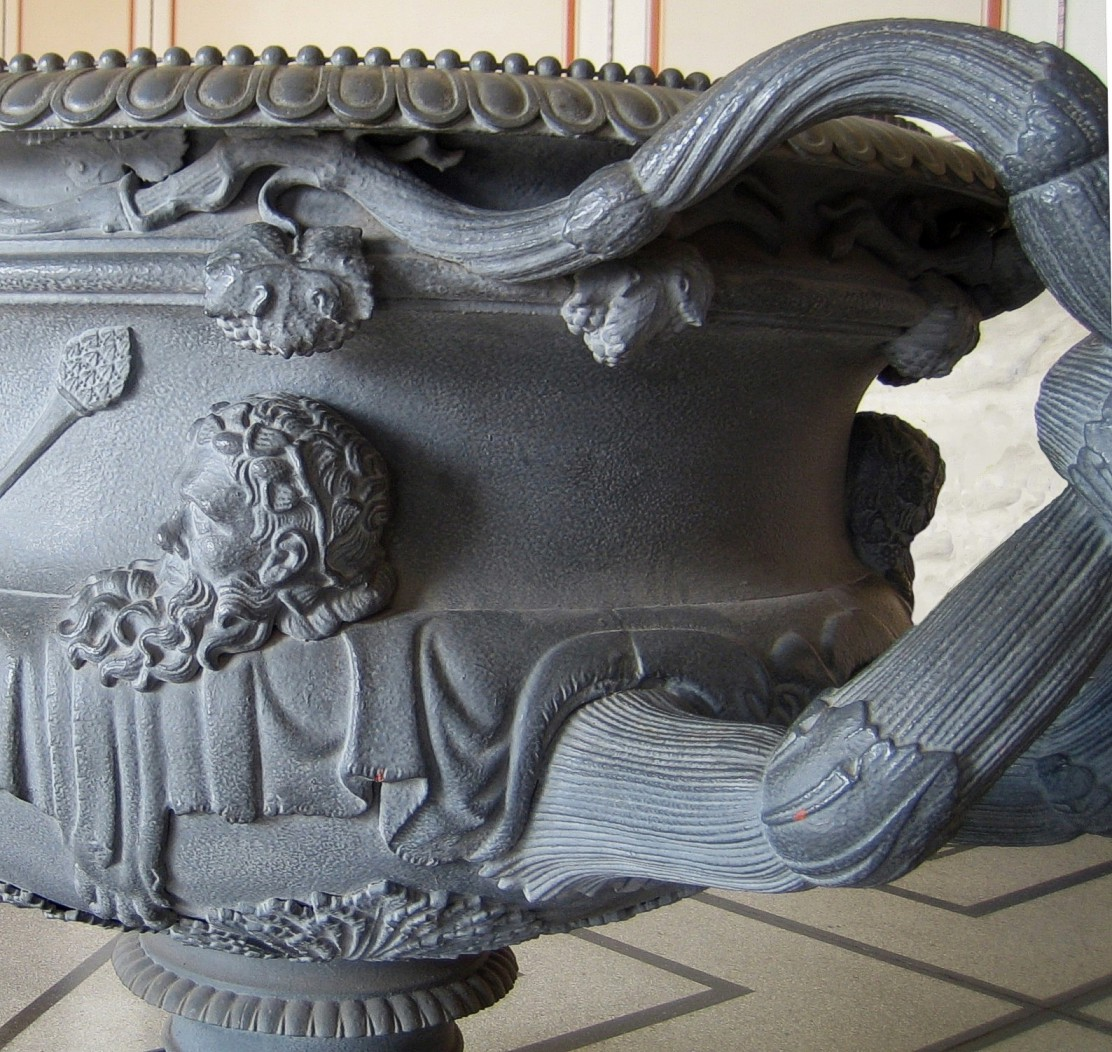
Die Kopie im Alten Museum. Detail